# Nieuwe Molen (Hoogstraten)
De Nieuwe Molen was het restant van een windmolen in de Antwerpse plaats Hoogstraten, gelegen aan de Sint-Lenaartseweg 3. Deze ronde stenen molen van het type beltmolen fungeerde als korenmolen.

## Geschiedenis
De molen werd gebouwd in 1843-1844. Na enige tijd werd ook een stoommachine geïnstalleerd die kort na 1888 door een benzinemotor werd vervangen. In 1935 werd de molen verdekkerd. Tijdens de bombardementen in oktober 1944 schuilden een 150-tal mensen in de molenromp, beschermd door de molenbelt. In 1951 verloor de molen zijn wiekenkruis. Er werd nog gemalen met de benzinemotor, maar ook het aanbod van graan verminderde. In 1973 kwam aan het molenbedrijf een einde.
Hoewel de molen in de molenaarsfamilie Theeuwes bleef, werd de romp in 1975 omgebouwd tot een café met de naam De Meulen. In 1986 werd de molen verkocht en verhuisde de discotheek Highstreet naar de locatie van de molen. De romp werd omgeven door nieuwbouw en bleef nauwelijks zichtbaar.
Inmiddels is door de sloop van discotheek Highstreet de molen volledig verdwenen.

## Molenaars
- 1844: Jan Pieter Verschueren (Beerse, 1815 - Herentals 1854) bouwde de windmolen op grond dat op 22 november 1843 aangekocht werd van de familie Vergauwen uit Antwerpen. Hij werd ook gemeenteraadslid en voorzitter van Het Eglantierken.
- 1846: De molen werd doorverkocht aan Pieter De Vrindt (Merksem, 1809 - ...). Hij was getrouwd met de steenbakkersdochter, Catharina Janssens, van op de Kluis, een plaats in Hoogstraten. Hij was stichtend lid van harmonie Sint-Cecila en voorzitter van de rederijkerskamer 'Het Eglantierken' tot aan zijn dood in 1886.
- 1881: Jan van der Westerlaken (Chaam, 1823 - 1890) kocht de windmolen en was voordien timmerman. Hij was gehuwd in  1850 met Wilelmina (Mina) Joosen (Chaam, 1827 - 1911). Zij kregen negen kinderen waarvan er ook enkele molenaar werden.
- 1889: De molen gaat over op zoon Jaan (Adrianus) van der Westerlaken (Chaam, 1860 - 1931). Deze had voor de overname al een stoommachine (1884) laten plaatsen.
- 1906: De molen wordt verkocht aan Frans Cornelis Theeuwes (Gilze, 1862 - Hoogstraten 1949). Hij was gehuwd met Maria Lucia van Breda (1865 - 1934) en kwam ook uit een eeuwenoude molenaarsfamilie. Hij was eerst begonnen als pachter op de Laermolen. Hij vertrok daar toen zijn zoontje er in 1898 in de Mark verdronk. Hij verving de stoommachine door een benzinemotor om windluwe periodes te overbruggen.
- 1934: De molen wordt overgedragen aan de vierde zoon Arthur Theeuwes (Hoogstraten, 1900 - Malle 1989). Hij was gehuwd met Maria Theresia Nuyts (1897 - 1977). Hij was de laatste actieve molenaar op de Nieuwe Molen want in 1951 verloor de molen zijn wieken. Er werd toen voortgedaan met de benzinemotor met behulp van de zoon Frans Theeuwes. Deze was gehuwd met Louise Hens.
- 1973: Stopzetting van het molenaarsbedrijf.

- Inventaris van het Bouwkundig Erfgoed (Vlaanderen): 46510